# Blackout (album zespołu Blackout)
Blackout – jedyny album polskiego zespołu muzycznego Blackout.
Pierwsza długogrająca płyta pierwszego zespołu założonego przez Tadeusza Nalepę. Muzykę wszystkich utworów skomponował Tadeusz Nalepa. Słowa są autorstwa Bogdana Loebla. Nagrania rejestrowano od
25 do 30 września i 2 października 1967.
Winylowy, monofoniczny album wydany został w 1967 przez wytwórnię Polskie Nagrania „Muza” XL 0437 (matrix: M-3 XW-901 i M-3 XW-902). W 1992 ukazała się reedycja na kasecie magnetofonowej wydanej przez Digiton (DIG 117) oraz wydanie na CD, rozszerzone o utwory bonusowe. W 2013 Polskie Nagrania wydały płytę CD (PNCD 1474) z materiałem pierwotnym.

## Muzycy
- Tadeusz Nalepa – śpiew, gitara
- Stanisław Guzek – śpiew
- Mira Kubasińska – śpiew
- Krzysztof Dłutowski – organy
- Robert Świercz – gitara basowa
- Józef Hajdasz – perkusja

## Lista utworów
Strona A
| 1. | "Pozwólcie nam żyć"         | 4:10  |
|    |                             |       |
| 2. | "Czy znasz ten zwyczaj?"    | 3:30  |
|    |                             |       |
| 3. | "Nie przechodź obok mnie"   | 3:09  |
|    |                             |       |
| 4. | "Powiedz swoje imię"        | 3:03  |
|    |                             |       |
| 5. | "Te bomby lecą na nasz dom" | 2:17  |
|    |                             |       |
| 6. | "Gdzie chcesz iść?"         | 3:20  |
|    |                             |       |
|    |                             | 19:29 |
|    |                             |       |
Strona B
| 1. | "Wyspa"                        | 4:05  |
|    |                                |       |
| 2. | "O dziewczynie, psie i jabłku" | 2:18  |
|    |                                |       |
| 3. | "Jej nie ma tu"                | 2:27  |
|    |                                |       |
| 4. | "Uwierz, mamo"                 | 3:50  |
|    |                                |       |
| 5. | "Popatrz, to przecież ja"      | 2:15  |
|    |                                |       |
| 6. | "Anna"                         | 3:25  |
|    |                                |       |
|    |                                | 18:20 |
|    |                                |       |
utwory dodatkowe z płyty CD z 1992
- 13 "Studnia bez wody" – 3:28
- 14 "Nic mi więcej nie potrzeba" – 3:35
- 15 "Spokojnie śpij" – 2:20
- 16 "Odejść stąd" – 3:48
- 17 "Przyjmij słońce z moich rąk" – 1:58
- 18 "Zaśpiewam ci tak" – 2:50

## Informacje uzupełniające
- Reżyser nagrania – Wojciech Piętowski
- Operator dźwięku – Halina Jastrzębska
- Zdjęcia, projekt graficzny okładki – Marek Karewicz
- Omówienie płyty (na okładce) – Jerzy Falkowski
- Opracowanie graficzne (wyd. CD z 2013) – Anna Helsztyńska
- Mastering (wyd. CD z 2013) – Marta Lizak